# Обводнена зона нафтового пласта
Обводнена зона нафтового пласта (рос. обводненная зона нефтяного пласта; англ. encroached zone of an oil reservoir, нім. Verwässerungszone f der Erdölschicht) — об’єм нафтового пласта, який знаходиться між початковим положенням водонафтового контакту (ВНК) і умовною (оскільки дуже часто поточне положення ВНК є невідомим) межею між зоною обводнених і безводних свердловин. В О.з.н.п. коефіцієнт охоплення не рівний одиниці і досягнуте нафтовилучення може змінюватися під час експлуатації покладу в широких межах. 